# Bertrand Reuzeau
Pour les articles homonymes, voir Reuzeau.
Bertrand Reuzeau est un footballeur français, né le 1er avril 1966 à Mayenne. Il évolue au poste de défenseur latéral droit du milieu des années 1980 à la fin des années 1990.
Après avoir travaillé pendant dix ans au centre de formation du PSG, il dirige de 2016 a 2018 le  centre de formation de l'AS Monaco. Depuis 2022, il dirige le centre de formation du Montpellier HSC.

## Biographie

### Carrière de joueur

#### Formation et débuts au Stade lavallois
Fils d'un directeur d'école primaire et d'une cuisinière, Bertrand Reuzeau est l'avant-dernier des cinq fils de la famille. Natif de Mayenne, il débute au CA Évronnais, puis est repéré par les recruteurs du Stade lavallois. Il fait partie de la sélection de la Ligue du Maine qui dispute la Coupe nationale des minimes en avril 1982. 

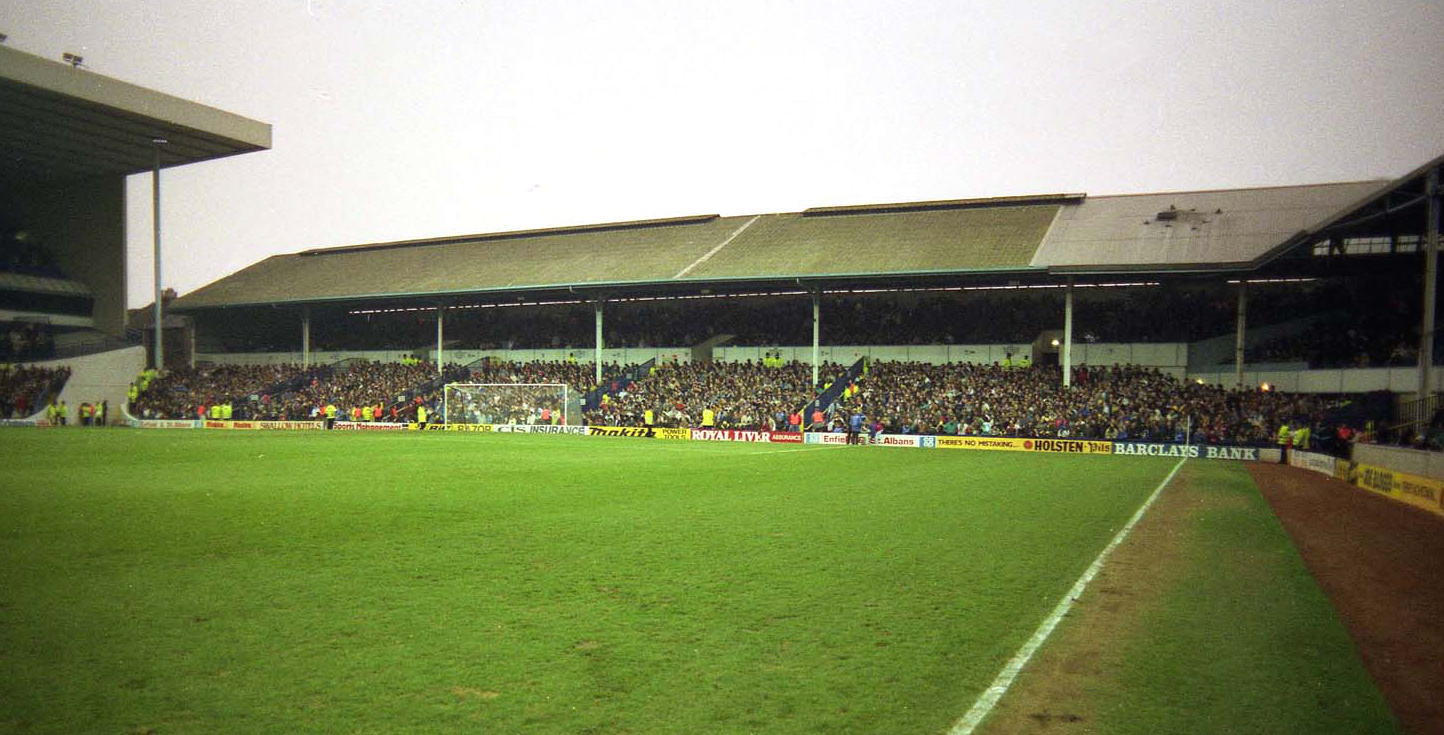
Buteur en finale à White Hart Lane, Bertrand Reuzeau est champion d'Europe junior en 1983.

Sélectionné à neuf reprises en équipe de France juniors, il remporte en avril 1983 le Tournoi de Cannes avec les juniors A2. En mai de la même année il est surclassé avec les juniors A1 et remporte le championnat d'Europe des moins de 18 ans en 1983, en étant l'auteur du but vainqueur en finale à White Hart Lane. Il signe un contrat aspirant à l'été 1983. Il se fait remarquer pour sa grande aisance défensive et est un des piliers de l’équipe de Laval, vainqueur de la Coupe Gambardella en 1984. 
Il intègre logiquement l’équipe première pour la saison 1984-1985 et fait ses premières apparitions en D1 au côté des tauliers comme Jean-Marc Miton, Loïc Pérard ou Michel Sorin. Titulaire indiscutable à partir de 1985 au poste de latéral droit, il enchaine les saisons pleines. À l’été 1987, Laval connaît une terrible saignée avec plusieurs joueurs majeurs qui quittent le club, Bertrand devient alors un des tauliers et un des plus anciens aussi. 
Cette expérience, il l’apporte déjà depuis plusieurs saisons à l'équipe de France espoirs. En 1988, il est champion d’Europe espoirs, avec Éric Cantona, Laurent Blanc ou encore Christophe Galtier. 
À force de vendre ses meilleurs éléments, Laval finit par descendre en D2 au terme de la saison 1988-1989. Bertrand Reuzeau reste fidèle au club une saison. Âgé de 24 ans, avec une expérience intéressante, son profil intéresse l’Olympique de Marseille.

#### Départ  à Marseille et prêt au LOSC
Bertrand Reuzeau débarque à l’OM mais son aventure phocéenne ne dure que deux mois. En concurrence avec Manuel Amoros, voire Basile Boli ou Bernard Casoni, il fait office de 4e choix. Au bout de deux mois sans jouer un seul match de championnat, les dirigeants olympiens admettent qu’il n’est pas fait pour s'imposer dans la cité phocéenne. Il est donc prêté au Lille OSC pour terminer la saison.
Dans le Nord il s’impose immédiatement sur le côté droit de la défense et contribue à la belle 6e place du club en 1990-1991. Le prêt n’étant pas assorti d’une option d’achat, il revient à Marseille où sa situation n’a pas changé : il doit donc quitter le club.

#### Montpellier HSC
C’est à Montpellier qu’il atterrit pour remplacer Pascal Baills au Montpellier HSC. Dans l’Hérault, Bertrand n’a pas de mal à s’imposer et devient un taulier de l’équipe assez rapidement. Les saisons se suivent et se ressemblent avec un classement entre la 7e et la 10e place. Les pailladins font office d’honnêtes seconds couteaux du championnat et ne comptent que sur la Coupe de France pour briller. C'est chose faite en 1994 avec un superbe parcours jusqu’en finale. Titulaire pendant quatre saisons, Reuzeau fut poussé sur le banc avec le retour de Pascal Baills en 1995. Après une saison à jouer les doublures, il quitte Montpellier.

#### FC Sochaux-Montbéliard
À 30 ans, il ne parvint pas à trouver un club de D1 et c’est au FC Sochaux, en Division 2, qu’il pose ses valises. Auteur d’une belle saison il se blesse gravement en fin d’exercice et est contraint d’arrêter sa carrière. Bertrand Reuzeau reste dans les mémoires comme un honnête arrière droit de D1. Appelé une fois en équipe de France A’, il n’a jamais confirmé les espoirs placés en lui à Laval, où les supporters l'élisent dans les 22 joueurs du siècle en 2002.

### Carrière d'entraîneur
Avec une fin de carrière aussi rapide, Bertrand Reuzeau s’est lancé dans la formation. Il obtient son diplôme d'entraîneur de football (DEF) en 1998. Il est également titulaire d'un DESJEPS mention football, qui permet d'entraîner une équipe de niveau N2 ou N3, et du BEFF (brevet d'entraîneur formateur de football), qui permet d'encadrer un centre de formation professionnel.
Il entraine différentes équipes de jeunes du FC Sochaux pendant trois saisons puis devient directeur du centre de formation de l'AS Saint-Étienne pour la même durée et ensuite celui du CS Sedan Ardennes. Depuis 2005, il est au Paris Saint-Germain, responsable du centre de formation. Il entraine également la réserve du club jusqu'en 2011. Il est licencié de son poste de responsable du centre de formation en 2016. Le PSG est condamné pour licenciement abusif.
De 2014 à 2021 il est représentant des centres de formation auprès de la FFF.
Il rejoint en 2016 le centre de formation de l'AS Monaco et quitte ses fonctions en juin 2018. Il fait son retour en juillet 2019 et quitte le club en février 2022.
Le 4 juin 2022, un centre d'entraînement portant son nom est inauguré à Évron.
Le 9 juin 2022 il est nommé directeur du centre de formation du Montpellier HSC.

## Palmarès

### En club
- Vainqueur de la Coupe Gambardella en 1984 avec le Stade lavallois
- Vainqueur de la Coupe de la Ligue en 1992 avec le Montpellier HSC
- Finaliste de la Coupe de France en 1994 avec le Montpellier HSC
- Finaliste de la Coupe de la Ligue en 1994 avec le Montpellier HSC

### En équipe de France
- International A' (1 sélection), espoirs (16 sélections) et juniors (9 sélections)
- Champion d'Europe des moins de 18 ans en 1983
- Champion d'Europe espoirs en 1988